# Economia urbana
A economia urbana é o estudo econômico das áreas urbana, ou seja, é o uso de ferramentas da economia para analisar questões relacionadas ao ambiente urbano, tais como crime, educação, trânsito, habitação e finanças do governo local. Ela é um ramo da microeconomia que estuda a estrutura espacial urbana e a distribuição de residências e firmas.
A maior parte da análise econômica urbana baseia-se em um modelo particular de estrutura espacial urbana, o modelo de cidade monocêntrico criado na década de 1960 por William Alonso, Richard Muth, e Edwin Mills. Apesar de muitas outras formas da economia neoclássica não considerarem as relações espaciais entre indivíduos e organizações, a economia urbana foca nessas relações espaciais para entender as motivações econômicas por trás da formação, funcionamento e desenvolvimento das cidades.
Desde sua formulação em 1964, o modelo de cidade monocêntrico, de William Alonso, tem servido como um ponto de início da análise econômica urbana. O modelo descreve um centro financeiro em formato de disco cercado por uma região residencial. A monocentricidade se enfraqueceu com o passar do tempo devido a diversos avanços tecnológicos, principalmente transportes mais rápidos e baratos (que possibilitam os trabalhadores de viverem mais longe de seus locais de trabalho) e melhores meios de comunicação (que permitem operações à distância sem necessidade de se locomover até o centro).
Recentemente, novas teorias dentro da economia urbana têm buscado explicar a policentricidade descrita na Edge City de Joel Garreau. Algumas explicações foram propostas e resumidas em modelos que consideram fatores tais como ganhos de utilidade originados de aluguel da terra mais baixo e retornos crescentes (ou constantes) devido a economias de aglomeração.

## Introdução
A economia urbana está enraizada nas teorias da localização de von Thünen, Alonso, Christaller, e Lösch que iniciaram o processos da análise econômica espacial. A economia é o estudo da alocação de recursos escassos, e, como todo fenômeno econômico ocorre dentro de um espaço geográfico, a economia urbana se foca na alocação de recursos ao longo do espaço em relação a áreas urbanas. Outros ramos da economia ignoram os aspectos espaciais da tomada de decisão mas a economia urbana foca-se não apenas nas decisões de localização das firmas, mas também das próprias cidades, uma vez que representam centros de atividade econômica.
Muitos tópicos de economia espacial podem ser analisados tanto em uma estrutura econômica urbana quanto regional, com alguns fenômenos econômicos afetando diferentemente áreas urbanas e áreas regionais. Arthur O’Sullivan acredita que a economia urbana é dividida em seis temas relacionados: forças de mercado no desenvolvimento das cidades; uso da terra dentro das cidades; transporte urbano; problemas urbanos e política pública; moradia e política público; e gastos e tributos do governo local.

## Forças de mercado no desenvolvimento das cidades
As forças de mercado agem na medida que as decisões de localização de firmas e famílias causam o desenvolvimento das cidades. A natureza e comportamento dos mercados dependem em parte de suas localizações, portanto a performance do mercado depende parcialmente da geografia. Se uma firma localiza-se em uma região geograficamente isolada, sua performance de mercado será diferente da de uma firma localizada em uma região concentrada. As decisões de localização, tanto das firmas quanto das famílias, criam cidades que diferem em tamanho e estrutura econômica. Quando as indústrias se concentram (em clusters), como no Vale do Silício na Califórnia, elas criam áreas urbanas com muitas firmas e economias distintas.
Ao observar as decisões de localização de firmas e famílias, o economista urbano é capaz de compreender por que e onde as cidades se desenvolvem, por que algumas cidades são maiores e outras menores, o que causa o crescimento e o declínio econômico, e como os governos locais afetam o crescimento urbano. Como a economia urbana se preocupa em formular questões sobre a natureza e funcionamento da economia de uma cidade, modelos e técnicas desenvolvidas no campo são projetadas principalmente para analisar fenômenos que são confinados aos limites de uma única cidade.

## Uso de Terra
Analisando o uso de terra em áreas metropolitanas, economistas urbanos procuram entender o espaço organizacional das atividades em cidades. Assim, eles examinam as localizações de empresas e famílias, identificando padrões de uso da terra. A economia urbana busca compreender o que determina o preço da terra, por que eles variam pelo espaço, as forças de mercado que distribuíram o emprego do centro da cidade para fora, o controle do uso de terra – como zoneamento – e como tais controles afetam a economia Predefinição:O'Sullivan.

## Política Econômica
Políticas econômicas comumente são implementadas em nível urbano, por isso elas são correlacionadas a políticas urbanas Predefinição:McCann. A política pública se vincula com a economia urbana, pois ela procura soluções para problemas urbanos, como pobreza e crime, baseadas em teorias econômicas. Por exemplo, a hipótese de que a tendência de pobres morarem perto uns dos outros os fazem mais pobres Predefinição:O'Sullivan.

## Transporte e Economia
O transporte urbano é um tema da economia urbana. O transporte impacta os padrões de uso da terra, uma vez que afeta a acessibilidade a lugares, serviços e oportunidades. Problemas que interligam transporte urbano e economia incluem o déficit com o qual autoridades de trânsito lidam, e questões de eficiência de projetos de transporte, como a implementações de rodovias e ferrovias Predefinição:O'Sullivan. Grandes projetos, como de veículo leve sobre trilhos, requerem custos inesperados e benefícios questionáveis.

## Habitação e Política Pública
Políticas públicas de moradia relacionam-se com a economia urbana pois habitações são consideradas uma commodity singular. Já que a moradia é imóvel, quando uma família escolhe um domicílio, ela consequentemente escolhe sua localização. Economistas urbanos analisam as localizações escolhidas de famílias e as associam com o efeito de políticas de habitação no mercado Predefinição:O'Sullivan.
Ao analisar políticas de habitação, economistas utilizam modelos econômicos de estruturas de mercado, como por exemplo estruturas de mercado perfeitas. Porém, essas análises apresentam defeitos como financiamento, incerteza, espaço, etc.

## Despesas Governamentais e Impostos
Despesas do governo local e impostos se relacionam com a economia urbana, uma vez que ela analisa como governos locais subdividos podem administrar areas metropolitanas eficientemente Predefinição:O'Sullivan.

## Literature
- Arnott, Richard; McMillen, Daniel P., eds. (2006). A Companion to Urban Economics. [S.l.]: Blackwell Publishing. ISBN 1-4051-0629-8
- Capello, Roberta; Nijkamp, Peter, eds. (2004). Urban Dynamics and Growth: Advances in Urban Economics. [S.l.]: Elsvier Inc
- McCann, Philip (2001). Urban and Regional Economics. [S.l.]: Oxford University Press Verifique o valor de |url-access=registration (ajuda)
- O'Sullivan, Arthur (2003). Urban economics. Boston, Mass: McGraw-Hill/Irwin. ISBN 0-07-248784-4
- Quigley, John M. (2008). «Urban economics». The New Palgrave Dictionary of Economics 2nd ed. [S.l.: s.n.]
- Strange, William C. (2008). «Urban agglomeration». The New Palgrave Dictionary of Economics 2nd ed. [S.l.: s.n.]

## Outras leituras
- Garreau, Joel. Edge City: Life on the New Frontier. 1992. Anchor. ISBN 978-0-385-42434-9.
- Kahn, Matthew. Green Cities: Urban Growth and the Environment. 2006. Brookings ISBN 978-0-8157-4816-8.
- Obeng-Odoom, Franklin. Reconstructing Urban Economics: Towards a Political Economy of the Built Environment. 2016. Zed. ISBN 978-1-7836-0659-7
- Stilwell, Frank. Understanding Cities & Regions: Spatial Political Economy. 1993 ISBN 978-0-9491-3888-0.